# Terremoto de Guatemala de 1917
Los terremotos de Guatemala de 1917-18 fueron una serie de sismos que se produjeron en la Ciudad de Guatemala entre el 17 de noviembre de 1917 y mayo de 1918, y que destruyeron más del sesenta por ciento de la ciudad y la falsa creencia de que los profundos barrancos que la rodeaban la iban a proteger de los estragos de los terremotos. Entre otros acontecimientos, la falta de respuesta efectiva por parte del gobierno, provocó la caída del licenciado Manuel Estrada Cabrera, quien ya llevaba más de veinte años en el poder.

## Reseña histórica

### Antecedentes

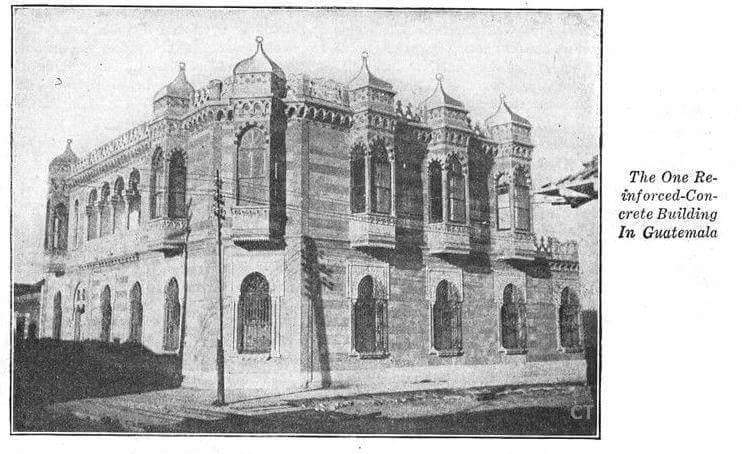
Edificio de concreto que sobrevivió a los sismos. Fotografía de Edward Stuart.

La Nueva Guatemala de la Asunción fue fundada el 1 de enero de 1776, luego del traslado forzoso de los habitantes de la capital de la Capitanía General de Guatemala en Santiago de los Caballeros de Guatemala tras los terremotos de Santa Marta, que fueron unos sismos que destruyeron a esa ciudad en julio de 1773.  El valle de la Ermita fue escogido porque estaba completamente rodeado de profundos barrancos, lo que hizo creer a los fundadores de la nueva ciudad que esto la protegería de la fuerza de terremotos que con frecuencia se producen en Guatemala.
Esta creencia se reforzó cuando en 1874, un fuerte terremoto asoló nuevamente la ciudad de Antigua Guatemala, nombre con que se conocía la antigua capital de Santiago de los Caballeros; este terremoto terminó de arruinar las viejas estructuras abandonas en 1773 y casi no afectó a la Ciudad de Guatemala.  Además, el terremoto que asoló a la ciudad de Quetzaltenango en 1902 se sintió en la ciudad de Guatemala con gran fuerza, pero sin provocar mayores daños, y en 1916 hubo un enjambre sísmico que se prolongó por más de seis semanas, pero que no causó daños materiales.  El problema principal de esta creencia errada fue que las construcciones que se hicieron en la ciudad no se reforzaban con sistema antisísmico, salvo muy raras excepciones; las casas eran de adobe y su estructura hacía que los techos fueran muy pesados para las mismas.
Los terremotos se iniciaron con un fuerte sismo el 17 de noviembre de 1917 que destruyó el poblado de Amatitlán y algunas poblaciones cercanas. A ese sismo, que se sintió en varias partes del país, siguieron otros de menor intensidad, a los que la población se fue acostumbrando poco a poco.

### Sismo del día de Navidad

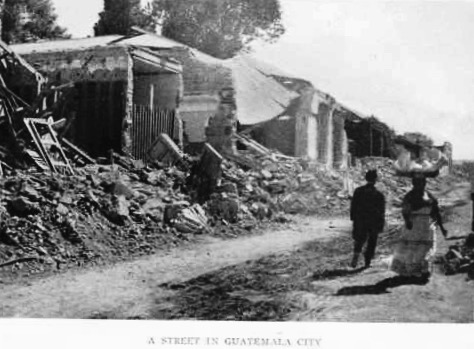
Ruinas de una residencia destruida por los sismos. Fotografía de Herbert J. Spinden.

El 25 de diciembre, a las 10:20 p. m. se produjo el primer temblor de consecuencias desastrosas; la ciudad fue arremetida por un sismo como nunca antes se había sentido: la tierra osciló en ondas como el agua de mar durante aproximadamente un minuto.  Todos los habitantes quedaron asombrados no solamente por el movimiento sino por el crujir de los techos y muebles y por la forma en que se movían las paredes, y salieron a las calles a pesar del frío. La energía eléctrica falló durante el sismo, pero los estragos se podían observar a la luz de la luna llena,; la gente permaneció en su ropa de cama observando los destrozos en sus casas y conversando con sus vecinos, mientras ocurrían pequeñas réplicas.  Pero a las 11:23 p. m. sobrevino un terremoto que duró lo mismo que el anterior, pero de mayor intensidad; los habitantes,  horrorizados, veían cómo las paredes se mecían de un lado a otro y cómo las que ya estaban dañadas se derrumbaban, seguidas por los techos.   El terrible ruido de los derrumbes era acallado por los retumbos de la tierra que temblaba, y solo se distinguían de vez en cuando los gritos y oraciones de la población pidiendo clemencia. Esa noche, bajo la luz de luna llena, la población se refugió en los parques y calles de la ciudad, mientras las réplicas se sucedían.

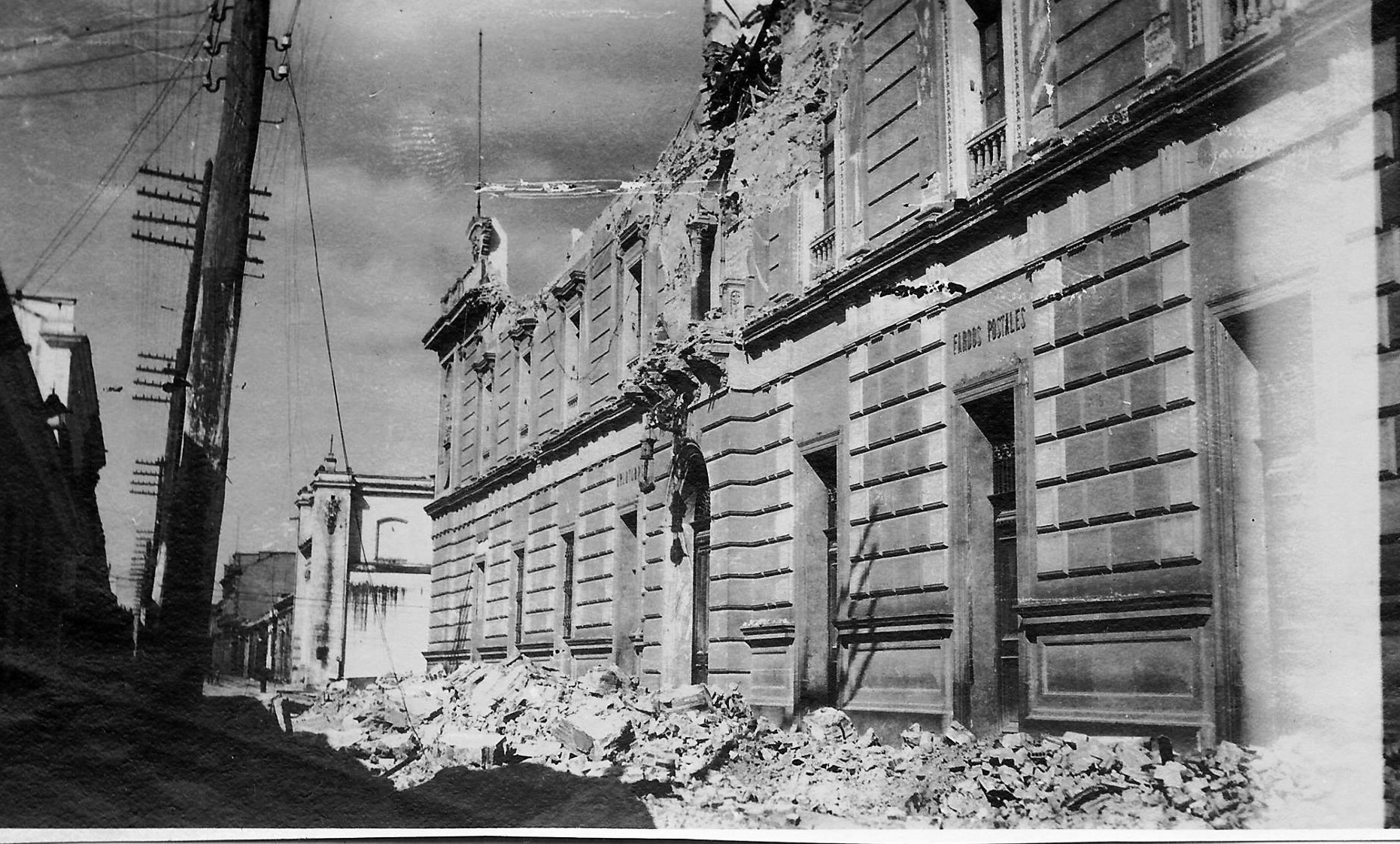
Vista de la Oficina de Correos, que funcionaba en el antiguo convento de San Francisco; al fondo, en la esquina opuesta, se observa la iglesia de Santa Clara. 26 de diciembre de 1917.

Por la mañana del 26 de diciembre se hizo el recuento de los daños:
- La fachada de la iglesia de San Francisco estaba completamente rajada; por su parte el antiguo convento que funcionaba como la Oficina de Correos desde 1873 quedó arruinado y sus escombros obstaculizaban la 6.ª avenida sur.[11]
- El techo de la Iglesia de Santa Clara, en la esquina opuesta a la de San Francisco, se desmoronó, rompiendo con escombros la puerta principal del templo.[11]
- La cúpula de la Iglesia de la Recolección se desmoronó.[11]
- Casi todas las iglesias tuvieron serios daños en sus torres y cúpulas.
- Una de las paredes de la estación del Ferrocarril Central se cayó, y la torre de la estación se desplomó.
- La Aduana Central y la Embajada de Inglaterra eran un montón de escombros.
- La mayoría de las paredes de las casas se derrumbaron y los techos cayeron sobre las habitaciones, dejando al descubierto muebles destruidos.[11]

### Sismo del 28 de diciembre de 1917

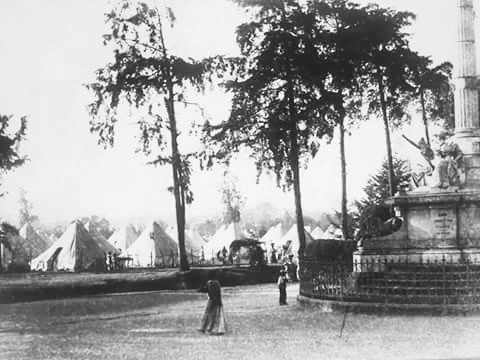
Campamento frente a la Escuela Politécnica y el monumento a Miguel García Granados.

El 28 de diciembre de 1917 a las 2 p. m. por la tarde, ocurrió el primer sismo fuerte a la luz del día; muchas personas sufrieron desmayos por el terror y hubo una víctima mortal, el Dr. Manuel del Valle, quien murió sepultado junto con su caballo por una casa que se derrumbó mientras revisaba a los heridos comisionado por la Cruz Roja.  Ese fue el último sismo fuerte por unos días y los pobladores aprovecharon para armar campamentos provisionales en los parques y plazuelas de las iglesias, pues nadie se atrevía a vivir en su casa, aunque estuviera en pie.  Los refugios temporales se construyeron con lo que se pudo conseguir: carruajes, mantas, muebles y demás enseres; afortunadamente, como solamente la ciudad de Guatemala fue afectada por los sismos, el resto del país envió suficientes provisiones por lo que no se desató una hambruna.

### Sismo del 3 de enero de 1918
En los días siguientes continuaron las réplicas, pero como ya las personas se encontraban en refugios temporales y habían perdido sus hogares, poco a poco se fueron acostumbrando. Pero el 3 de enero de 1918, a las  10:40 p. m., el terremoto más fuerte hasta el momento arrasó a la ciudad; un sobreviviente relató que se escuchó un gran estruendo que provenía del centro de la tierra y que dio la impresión de que el suelo se alzó y luego cayó pesadamente; acto seguido se produjeron fuertes movimientos rápidos y desordenados que no dejaban que nadie pudiera estar en pie.
Los sobrevivientes aterrorizados, cuando lograron reponerse, hicieron el recuento de los daños a la mañana siguiente:
- Las torres de la Catedral Metropolitana se destruyeron.[1] Una cayó al norte, sobre el Palacio Arzobispal, mientras que la otra cayó al sur, sobre el Colegio San José de los Infantes; esto hizo pensar a los geólogos que las oscilaciones del terremoto ocurrieron de norte a sur.[14]
- La iglesia de La Recolección quedó reducida a escombros.
- Parte de la Penitenciaría Central se desmoronó.
- El Fuerte de San José Buena Vista quedó en ruinas.
- La estación del Ferrocarril Central quedó destruida, así como la Plaza de Toros Colonial.[14]

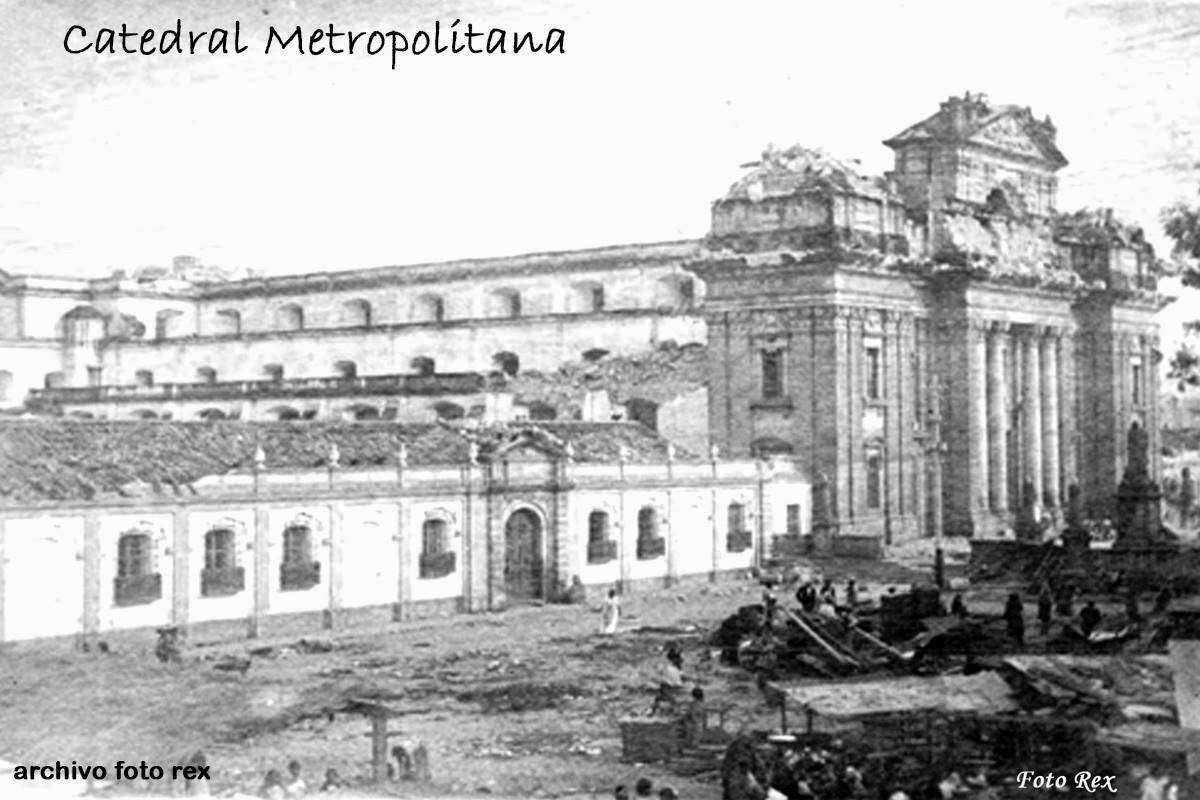
Catedral Metropolitana sin sus torres. Fotografía de los archivos de Foto Rex.
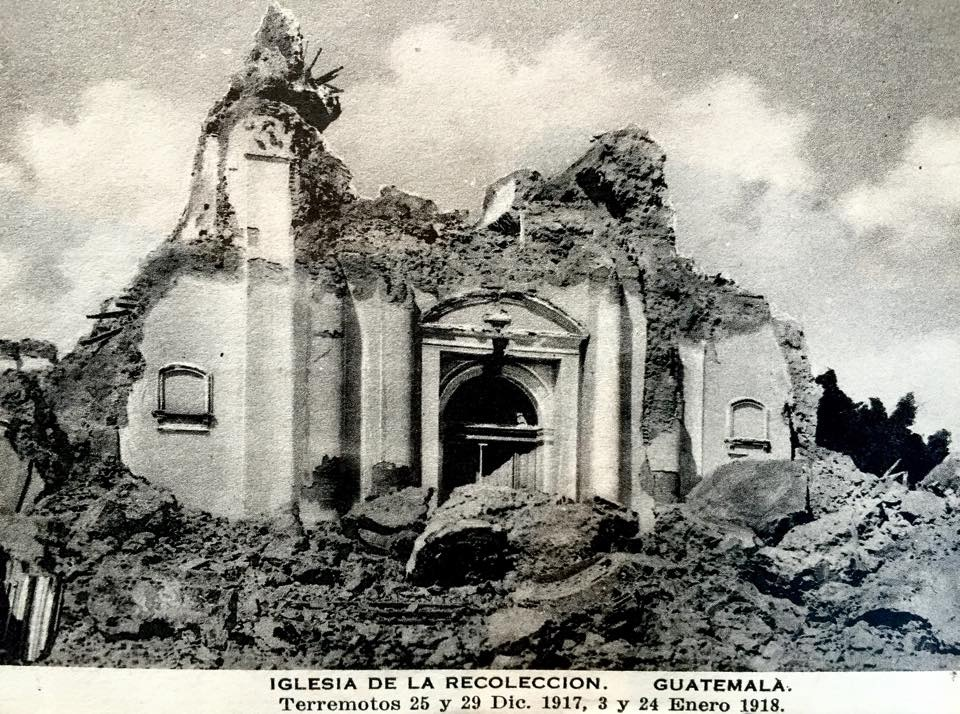
Iglesia de La Recolección, en ruinas.
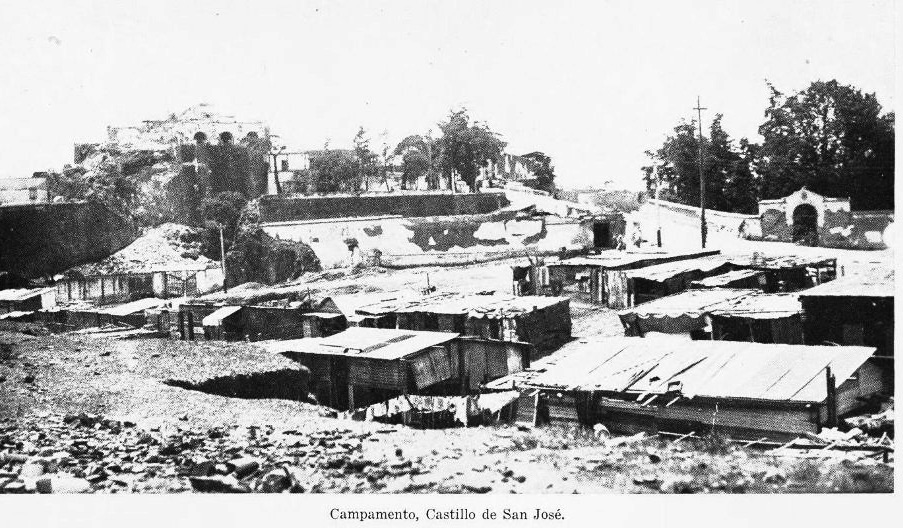
Ruinas del Fuerte de San José Buena Vista.
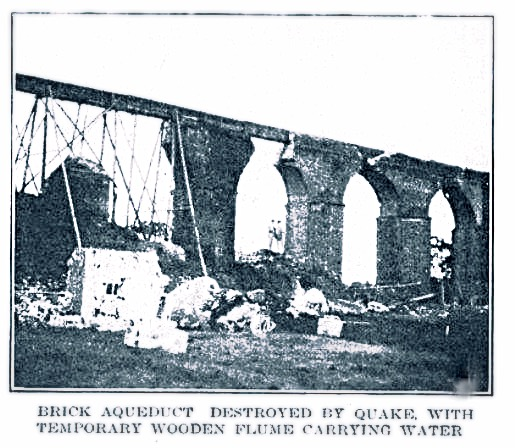
Daños en el Acueducto de Pinula.

### Sismo del 24 de enero de 1918
Luego de los fuertes sismos registrados entre el 25 de diciembre de 1917 y el 3 de enero de 1918, llegaron a la Ciudad de Guatemala varios geólogos para estudiar los efectos de los sismos;  entre quienes llegaron estuvieron Herbert Spinden y Marshal Saville, los cuales estaban en la ciudad cuando ocurrió el fuerte sismo del 24 de enero de 1918.
Herbert Spinden arribó a la ciudad el mismo 24 de enero.  Era corresponsal de la revista científica estadounidense National Geographic Magazine y llegó para escribir un artículo no solamente sobre los recientes terremotos en Guatemala sino también sobre el que ocurrió en El Salvador a mediado de 1917. De acuerdo a su propio artículo, aparecido en la revista en septiembre de 1919, arribó a la destruida Ciudad de Guatemala veinte minutos antes de que se produjera el más poderoso de los sismos; he aquí como relató su experiencia:
| «Fui lo suficientemente afortunado para llegar a la Ciudad de Guatemala veinte minutos antes del terremoto del 24 de enero de 1918. [...] Tres otros sismos habían destruido la ciudad y albergues temporales en chozas habían sido construidos en los parques. Todos los hoteles estaban destruidos, y conseguí una habitación en el nuevo Hotel Roma, que estaba construido con las puertas del derruido hotel original en el antiguo patio de carruajes frente a la estación del ferrocarril.» «El sol se acababa de ocultar y una luna llena estaba saliendo en un cielo completamente despejado. No percibí nada, a diferencia de otras ocasiones en que había sentido las vibraciones por un breve instante, como cuando uno percibe que se aproxima una tormenta. En eso, los platos de la mesa empezaron a saltar y las paredes y techo de lámina a crujir y a oscilar.» «Nos abalanzamos por las paredes hacia la calle, tropezando y cayendo. Desde cerca y lejos llegaba el rugido de paredes que se derrumbaban. Un polvo amarillento se elevó, oscureciendo la luna. Y luego el temblor empezó a ceder y finalmente terminó, pero el polvo se mantuvo en el ambiente sobre la dañada ciudad.» «Estos últimos sismos aparentemente se centraron en la Ciudad de Guatemala, con un radio de destrucción de treinta millas. Se temía que la tierra cediera por los sismos y que surgiera un nuevo volcán en la misma ciudad. Las enormes fisuras que aparecieron en la línea férrea hacia Puerto Barrios se rellenaron una y otra vez, y solamente una labor incansable permitió que el tren operara por períodos lo suficientemente largos para traer suministros a la ciudad.» No solamente las casas fueron arruinadas, sino que las tuberías de agua se rompieron y la gente se vio expuesta a las potenciales enfermedades que surgen cuando se utiliza agua que nace por las fisuras de la calles. En los cementerios los esqueletos fueron expulsados de sus tumbas y muchos restos humanos tuvieron que ser cremados posteriormente. La pérdida de vidas humanas en la Ciudad de Guatemala probablemente no pasó de los doscientos.» —Herbert Spinden, Septiembre de 1919 |

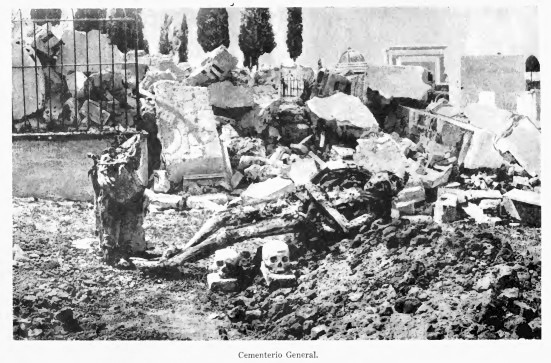
Los muertos literalmente salieron de sus tumbas.
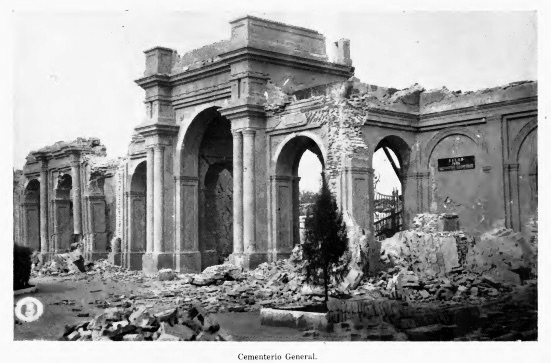
Ruinas de la entrada principal.
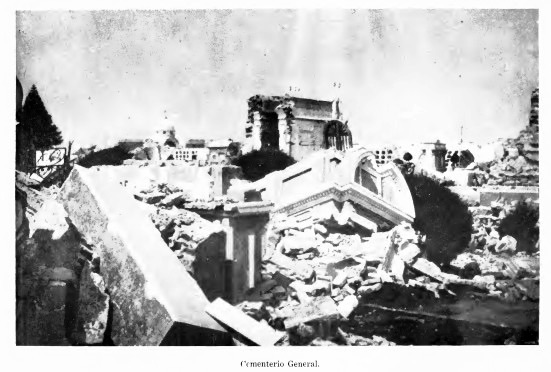
Mausoleos destruidos.
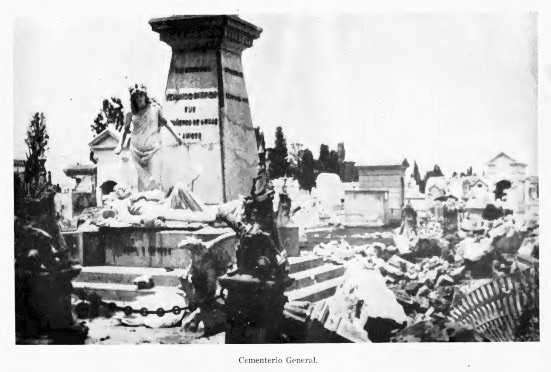
Tumba del General Gerardo Barrios.

Por su parte, Marshal Saville había salido en tren por la línea del Ferrocarril del Norte hacia Quiriguá y se encontraba en su travesía de retorno cuando se produjo el sismo.  He aquí su relato:
| «El sexto gran sismo llegó con la luna llena en la noche del 24 de enero. Estaba viajando de Quiriguá a Guatemala por tren, y este se había retrasado en Agua Caliente debido a un pequeño derrumbe. Así pues, en lugar de llegar a la ciudad a las 6:30 p.m. estaba atrasado más de una hora. Exactamente a las 7:20 p.m., cuando estábamos a unas cinco millas de llegar y estabamos saliendo de un profundo barranco entre las montañas, una piedra del tamaño de una pelota de béisbol cayó desde lo alto de una montaña y se estrelló contra el marco de la ventana donde yo iba sentado. Al instante se escuchó un gran estruendo, acompañado de un fuerte halón hacia el lado sur del tren. Y esto fue inmediatamente seguido de un fuerte temblor en el otro lado. El tren iba avanzando muy lentamente, quizá a tres kilómetros por hora, así que el maquinista lo pudo detener en cuestión de cinco metros». «Mi primera impresión, debido a la piedra que había chocado contra la ventana, fue que había ocurrido un alud de una montaña y que las enormes rocas habían golpeado al tren. Pero cuando nos dimos cuenta que el tren estaba intacto, todos supimos lo que había ocurrido. Pocos minutos después empezamos a sentir los temblores de tierra, y desde ese momento hasta las 4:30 a. m. la tierra no se estuvo quieta. Sentíamos los sismos de cuando en cuando, y posteriormente supimos que se habían registrado cuarenta y tres temblores diferentes esa noche». «El tren continuó su marcha lentamente, pero se tuvo que detener en tres ocasiones para que limpiaran los derrumbes que le interrumpían el paso. Por fin llegamos al último y más grande de los pasos entre las montañas; pero este estaba totalmente bloqueado y se tardaron una semana en limpiarlo porque tan pronto como removían parte de la tierra se producían nuevos aludes. Nosotros pasamos la noche del 24 de enero en el tren y terminamos nuestro viaje a pie a la mañana siguiente. El camino estaba bloqueado en muchos lugares, y especialmente en donde la vía férrea descendía por el barranco más próximo a la ciudad. Durante la caminata yo conté aproximadamente doscientas grietas, con dirección aproximada de sur a norte, aunque vi algunas perpendiculares a estas. La dirección de las grietas puede ser relevante, pues parecían provenir del volcán de Pacaya. Que las grietas van de la región del volcán hacia el norte, y no de norte a sur quedó demostrado por una gran grieta que ví que provenía del sur y que después se separaba en cuatro grietas más pequeñas hacia el norte.» «Como los terremotos del 25 de diciembre y del 24 de enero ocurrieron en noche de luna llena, la población se alarmó por lo que podría ocurrir en la siguiente. En efecto, supimos que el 26 de febrero el servicio telegráfico se interrumpió por un fuerte sismo.» —Marshal Saville, 1 de junio de 1918 |

### Recuperación

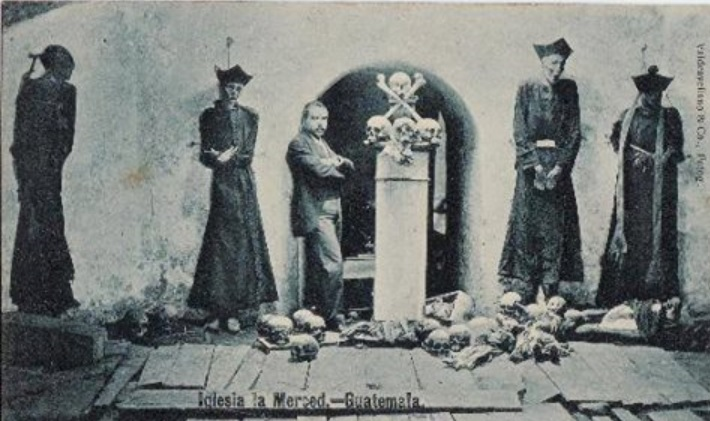
Hubo también macabros hallazgos, como estas momias que salieron a la luz cuando sus criptas se quebraron en las catacumbas de La Merced.

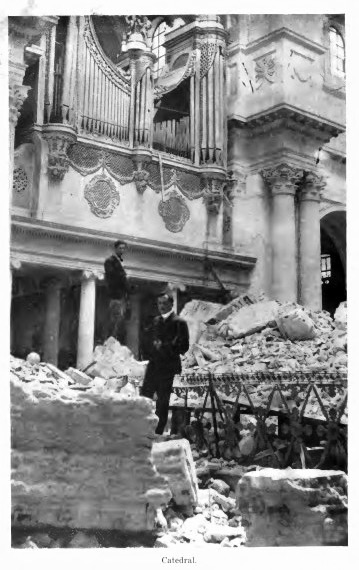
Interior de la catedral tras el terremoto de 1917-18 en Guatemala.

Entre los edificios destruidos destacaban numerosas estructuras que habían sido construidas en los gobiernos de José María Reina Barrios —por ejemplo, el pabellón de la Exposición Centroamericana, y el palacio del bulevar «30 de Junio»— y de Manuel Estrada Cabrera —por ejemplo, el asilo para damas «Doña Joaquina»—. Por esta razón, mucha de la obra física de ambos presidentes ha sido olvidada por generaciones posteriores.
En el Diario de Centro América, después de publicar dos ediciones diarias reportando los desastres, se pasó a hacer crítica al Gobierno por la lenta e ineficiente respuesta al desastre. En uno de los artículos de opinión de este periódico oficial se llegó a decir que las imágenes religiosas de algunos templos católicos de la ciudad se habían salvado porque, al momento del primer terremoto, «ya no quisieron seguir en una ciudad en donde imperaba el lujo excesivo, la impunidad y el terror». Por otra parte, se dijo que existían leyes «excelentes» para la reconstrucción, las cuales, sin embargo, «no se cumplen». También se dijo que estaba ocurriendo un fenómeno que se daba siempre en casos de cataclismos como estos: «se emiten leyes y reglamentos a diario, pero lo que se necesita es de su correcta ejecución diaria, y no de tantos reglamentos». Además, se publicó en primera plana, tres meses después de los terremotos, que «todavía hay escombros por toda la ciudad». El propio Diario de Centro América era editado entre escombros, pese a lo cual logró tirajes de ejemplares de media hoja, a veces hasta dos al día, durante la crisis.
En El Guatemalteco, diario oficial del Gobierno, quedó huella del desastre: desde el número correspondiente al 22 de diciembre se interrumpió la publicación y no se reanudó sino hasta el 21 de enero de 1918, pero en un formato mucho más pequeño.

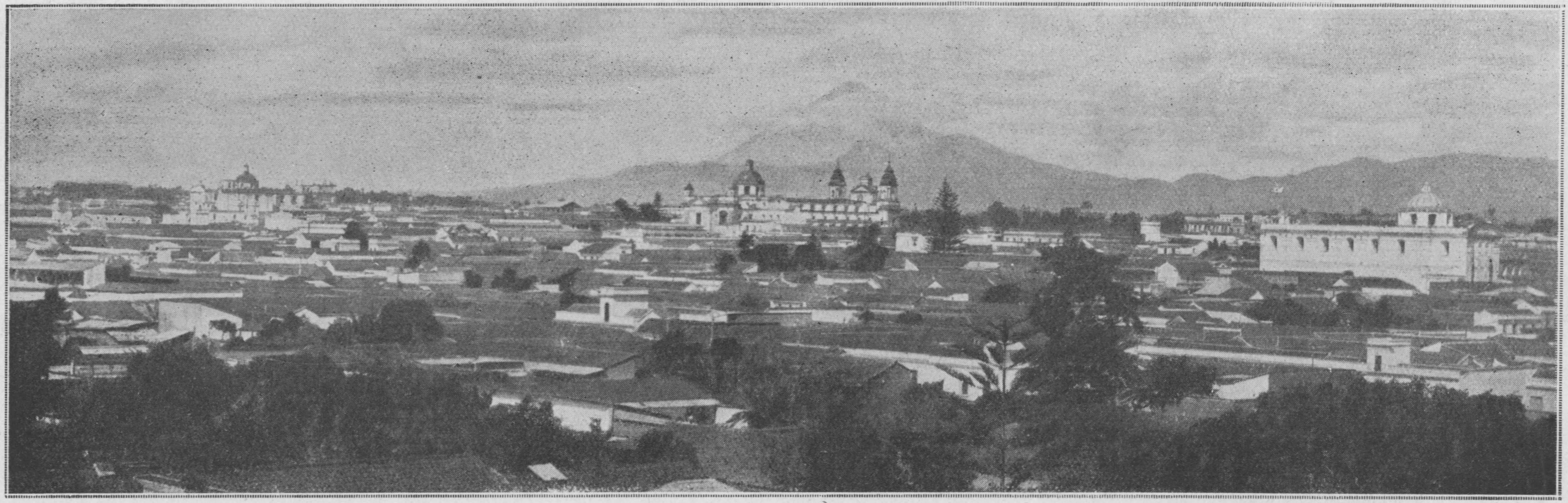
Vista parcial de la Ciudad de Guatemala antes de los terremotos de 1917-18, publicada en la revista francesa L'Illustration del 12 de enero de 1918.

La comisión de Hacienda encargada de la reconstrucción de la ciudad, después del terremoto, por fin decidió crear un Banco Nacional Privilegiado con un capital de 30 millones de pesos —que provendrían de un préstamo a bancos extranjeros—, lo cual hundió la economía nacional. Debe destacarse que uno de los miembros directivos de esta comisión fue Carlos Herrera y Luna, quien luego sería presidente de Guatemala.
La revista francesa L'Illustration del 12 de enero de 1918 menciona que en un despacho telegráfico del 31 de diciembre de 1917 se notificó de la destrucción de la ciudad de Guatemala por un terremoto: ciento veinticinco mil personas quedaron a la intemperie, y hubo dos mil muertos; además «los soberbios monumentos se arruinaron y el teatro Colón es llorado por los espectadores que asitían a él».

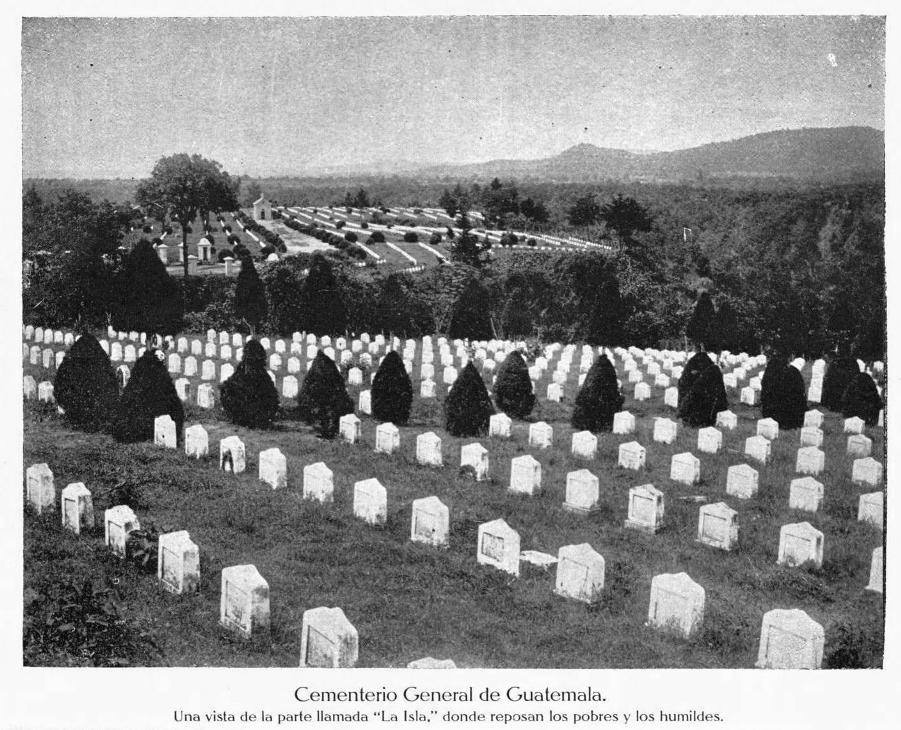
Así lucía la llanura de los difuntos de familias pobres en el Cementerio General de la Ciudad de Guatemala antes de los terremotos. Fue destruido completamente, y aunque fue reconstruido gradualmente, nunca recuperó su antiguo esplendor.

En 1920, el príncipe Guillermo de Suecia llegó a Guatemala durante una travesía que hacía por Centroamérica; su viaje lo llevó a Antigua Guatemala y a la Ciudad de Guatemala en donde pudo ser testigo presencial de que no se había efectuado ningún trabajo de descombramiento y la ciudad estaba todavía en ruinas.  Además, se levantaban remolinos de polvo que dejaban gruesas nubes, que hacían que penetrara el polvo por todos lados -en la ropa, en la boca y nariz, ojos y hasta en los poros de la piel-; los visitantes se enfermaban de los pulmones hasta que su cuerpo se acostumbraba al polvo.  Las calles no estaban pavimentadas y solo una de cada tres casas estaba ocupada, ya que las otras estaban ruinas.
Los edificios públicos, escuelas, iglesias, el teatro Carrera y los museos estaban todavía en la misma condición paupérrima en que quedaron en 1918. Trozos de techo colgaban de las paredes y los pisos estaban llenos de ripio y trozos de antiguos adornos y cornisas. Bastaba un pago de algunos cientos de dólares estadounidenses para que el dueño de una casa tuviera el visto bueno de las autoridades sobre su propiedad, garantizando que la misma ya no necesitaba reparaciones y de esa forma había muchas casas abandonadas sin reparar. Pero era en el cementerio general de la ciudad en donde se apreciaba la devastación en toda su magnitud: el lugar quedó totalmente destruido por el terremoto y se contaba que unos ochenta mil muertos habían salido literalmente de sus tumbas, quedando expuestos y poniendo en peligro la ciudad por una posible peste.  Fueron quemados en una pira gigantesca, pero las tumbas quedaron en ruinas y no se había hecho ningún intento por repararlas para 1920.
Por último, el Príncipe Guillermo hace mención en su libro que Guatemala había recibido muchísima ayuda internacional tras el terremoto, pero que el efectivo fue a dar a la fortuna personal del presidente, Manuel Estrada Cabrera, mientras que los bienes fueron vendidos en Honduras por algunos ministros de Estado, quienes percibieron una ganancia considerable.

## En la literatura
El poeta peruano José Santos Chocano, quien residió en Guatemala varios años y era amigo personal del presidente de Guatemala, licenciado Manuel Estrada Cabrera, escribió este poema tras la tragedia:
| Iba a morir el año de mil novecientos diez y siete. La guerra enloquecía Europa. Cansada al fin del daño Que se hacían los hombres, se sacudió la Tierra. Desplomose, de súbito, estrepitosamente, Una ciudad tranquila de América inocente, Y empezó una disputa pavorosa y colérica De cañones de Europa con volcanes de América. Oh la melancolía del templo derruido Del palacio en despojos, de la casa desierta… Oh el fantasma doliente de todo lo que ha sido. Oh el recuerdo insepulto de la esperanza muerta. Un manojo de llaves de iglesia urge a San Pedro. Rasgado lienzo implora la piedad de un artista… Desconchados espejos multiplican su asombro. Torcidos candelabros angustian sus bujías.— —José Santos Chocano, 1918 |

El «príncipe de los cronistas», Enrique Gómez Carrillo —quien desde principios del siglo residía en Europa donde era cronista en varios periódicos europeos y era cónsul de Guatemala en varios países de ese continente— escribió:  «Cuántas veces, en mis horas de nostalgia, una voz interior me murmuraba, en el fondo del alma, una invitación al retorno hacia los lares lejanos, cuya imagen era una promesa de paz, de dulzura, de quietud espiritual. Ven, ven pronto, decíame esa voz. Yo lo dejaba para más tarde, para después de un libro… para después de un idilio… para después de la guerra… Al fin y al cabo, una ciudad tiene siempre tiempo de esperar a un hijo prodigo. Todo ha desaparecido. ¡Todo! El teatro en que por primera vez oí los acentos de la pasión legendaria, se ha convertido en la tumba de un centenar de seres humanos. Todo en escombros… ¡Todo!  Tengo que repetirme sin cesar esta palabra fatídica, para darle su valor de integridad. ¡Todo!  Sin embargo, mi deseo de volver, aunque no sea sino para pasar allá una semana, me atormenta tanto como antes. Después de orar en el sepulcro de mi madre, rezaré ante la tumba de la ciudad entera…»
En una entrevista de 1970, el crítico literario alemán Günter W. Lorenz preguntó a Miguel Ángel Asturias por qué empezó a escribir, a lo que el novelista respondió: «Sí, a las 10:25 de la noche del 25 de diciembre de 1917, un terremoto destruyó mi ciudad. Vi algo parecido a una inmensa nube ocultar la enorme luna. Yo estaba en un sótano, un agujero, una cueva o algún lugar parecido. Fue entonces que escribí mi primer poema, una canción de despedida a Guatemala. Más tarde estuve enojado por las circunstancias en que se removieron los escombros y por la injusticia social que llegó a ser tan aparente».  Esta experiencia a la edad de 18 años llevó a Asturias a escribir Los mendigos políticos, un cuento inédito que más tarde se convertiría en su primera novela, El señor presidente.

## Galería de imágenes
- Wikimedia Commons alberga una galería multimedia sobre Terremoto de Guatemala de 1917.